# Gnathoweisea schwarzi
Gnathoweisea schwarzi är en skalbaggsart som beskrevs av Gordon 1970. Gnathoweisea schwarzi ingår i släktet Gnathoweisea och familjen nyckelpigor. Inga underarter finns listade i Catalogue of Life.